# Сподній Коцян
Сподній Коцян (словен. Spodnji Kocjan) — поселення в общині Раденці, Помурський регіон, Словенія. Висота над рівнем моря: 260,3 м.